# コミックエッセイ劇場
『コミックエッセイ劇場』（こみっくえっせいげきじょう）は、メディアファクトリー発行の月刊文芸誌『ダ・ヴィンチ』別冊付録、及びそこから派生したインターネット上で無料にて読むことの出来るウェブコミックマガジンである。インターネット上に展開されているものは『WEBコミックエッセイ劇場』（うぇぶこみっくえっせいげきじょう）と呼ばれ、公式サイトのほか、Yahoo! JAPANのウェブコミック配信サイトYahoo!コミックにても配信されている。

## WEBコミックエッセイ劇場
いずれも無料かつ会員登録不要にて読むことができる。但し、過去に公開された話数の扱いについてはサイトにより異なる。
公式サイト上での更新は毎週水曜日と金曜日。こちらの閲覧にはWebブラウザ上で動作するFlashビューアによって、最新の2話を読むことができる。
Yahoo!コミックでの更新は作品により異なる。こちらの閲覧には同サイトの他の掲載作品同様に専用のビューアが初回閲覧時に自動インストールされ、第1話及び選抜された他の1話を読むことができる。

## 掲載作品の特徴
一般的な漫画ではなく、「コミックエッセイ」と呼ばれる形態の漫画を掲載している。コミックエッセイとは、公式サイトの表現によれば「作者の体験を基礎にした漫画」で、作者の日々の生活や思うこと、感じることなどを字義どおりエッセイ的に綴った漫画である。一般の漫画のように作画にあまり凝らない絵（いわゆる“脱力系”な絵柄が多い）で、コマ割りなど漫画としての体裁にも囚われずのびのびと表現され、いずれも作者の体験に基づく内容により読者の共感を得やすいのが特徴。また、公式サイトでは「かわいい絵と愉快なキャラクターも大切な要素」と述べられている。
全てがノンフィクションというわけではなく、野原広子、水谷緑など取材をもとにしたフィクション作品を発表している漫画家もいる。

## 掲載作品

### WEBコミックエッセイ劇場
- 明日ひらめけ!（藤野美奈子）
- 男になりタイ!（竹内佐千子）
- スローライフにあこがれて（滝乃みわこ）
- ひとみしり道（べつやくれい）
- もっさい中学生（グレゴリ青山）
- 夢追い夫婦（うだひろえ）
- 悪あがき英会話（松本ぷりっつ）
- ぷりっつさんちのぶらりうまいもの散歩（松本ぷりっつ）
- コミ力低めでちょいオタの私が準ミス日本になるまで（あんどうまみ）
- おつかれ背景さん（なつみん）
- じたばたナース（水谷緑）
- 正直余裕はありません（あねこ）
- キミがお嫁に行くまでは（のばら）
- ねことじいちゃん（ねこまき）
- とつげきドイツぐらし（白乃雪）
- 週刊松山さん家（松山ルミ）
- 味付け上手になれる！調味料使いこなし手帖（まめこ）（青木敦子）
- ダーリンは外国人まるっとベルリン3年目（小栗左多里）&（トニー・ラズロ）
- 腐女子のつづ井さん（つづ井）
- マンガでおさらい中学英語（フクチマミ）、（高橋基治）
- たくあんムスメたち（中島めめ）
- ナイフみたいにとがってら（月野まる）
- 不登校の17歳。〜出席日数ギリギリ日記〜 （青木光恵）
- おひとりさまあったか1ヶ月食費2万円生活（おづまりこ）
- おひとりさまあったか1ヶ月食費2万円生活 四季を楽しむ野菜レシピ（おづまりこ）
- ママ友がこわい （野原広子）

### 連載終了作品

#### WEBコミックエッセイ劇場
- うさるさん。（たみやともか）‐Yahoo!JAPAN版のみ。
- グレゴリ青山的関西案内（グレゴリ青山）
- 全力ウサギ（イケダケイ）‐Yahoo!JAPAN版のみ。
- ダーリンとてくてく育児（小栗左多里）
- 茶の間でワルツ（瀬戸口みづき）
- 桃色書店へようこそ(わたなべぽん）
- 30点かあさん（たかぎなおこ）